# Mirador (métro de Santiago)
Pour les articles homonymes, voir Mirador.
Mirador est une station de la Ligne 5 du métro de Santiago, dans la commune de La Florida.

## La station
La station est ouverte depuis 1997.

## Origine étymologique
Son nom vient est parce qu'il est situé à l'intersection de la Avenue Vicuña Mackenna avec Mirador Azul est situé juste au-dessus de la station.